# Cortinaire couleur de rocou
Cortinarius orellanus
Espèce
Cortinarius orellanus, le cortinaire couleur de rocou ou cortinaire des montagnes est une espèce mortelle de champignons basidiomycètes du genre Cortinarius dans la famille des cortinariacées. 

## Description du sporophore

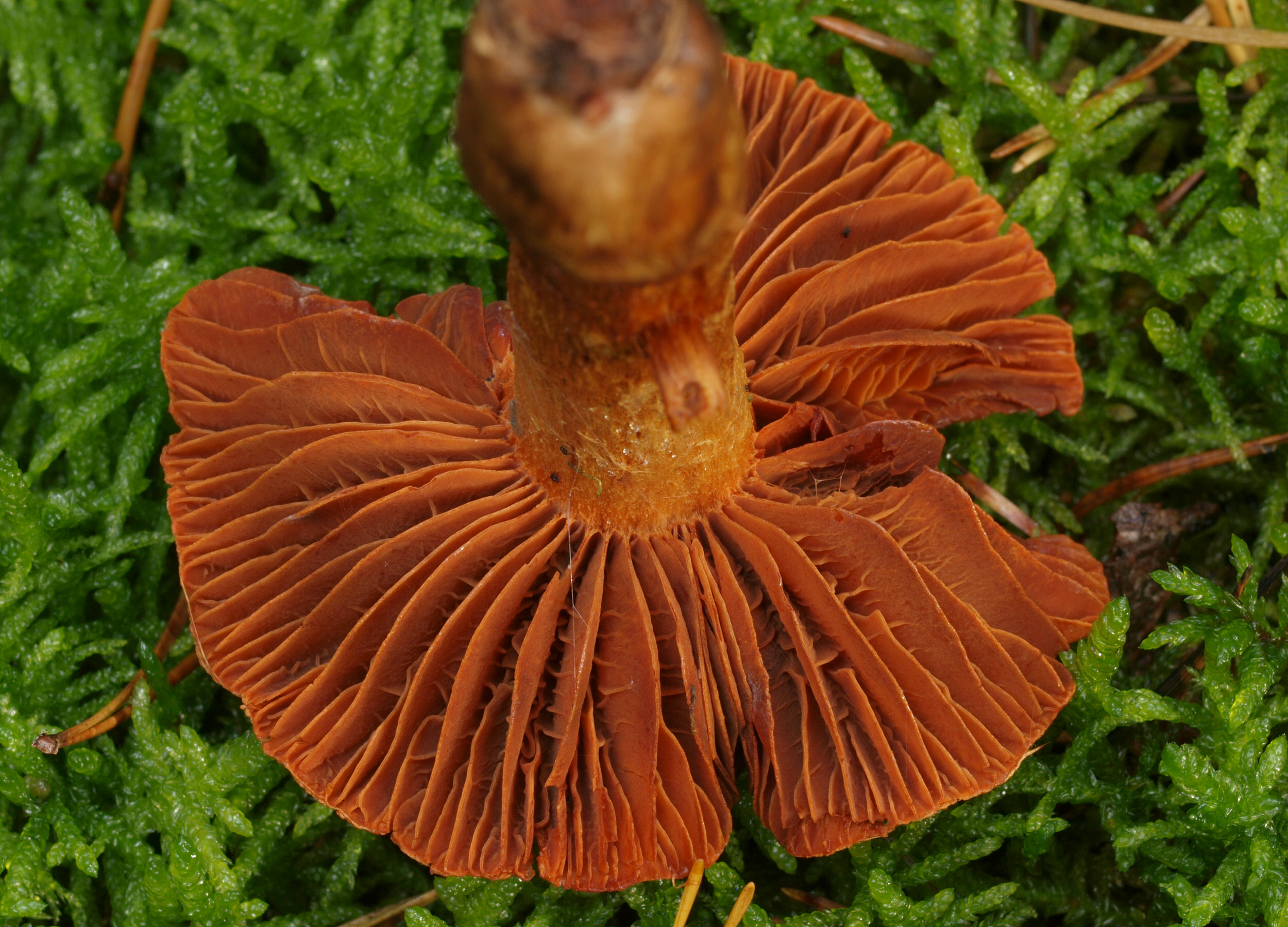
Lames espacées à sporée rouille et à odeur de radis

Le chapeau fait 2 à 8 cm, étalé, à marge souvent enroulée, de couleur brun fauve à orangé (assimilée à celle du rocou). L'hyménium présente des lames espacées, rougeâtres devenant de couleur rouille, telles les spores. La cortine est fugace, souvent absente. La chair est jaunâtre.

## Habitat
Il est assez rare mais il peut pousser partout, en plaine, en forêt, en montagne de juillet à décembre.

## Toxicité
Pour un article plus général, voir Intoxication aux champignons.
Ce champignon est mortel. Il vient en deuxième position derrière l'amanite phalloïde dans les cas graves ou mortels d'intoxication. En septembre 1987, 26 élèves officiers de Coëtquidan sont intoxiqués collectivement par ce cortinaire lors d'une opération de survie dans la forêt de Quénécan.  L'enquête mycotoxicologique montrera que la toxicité est variable selon les sujets : le militaire qui en avait consommé le plus ne ressentit aucun malaise,.

## Symptômes
Les symptômes que ce champignon occasionne sont nommés syndrome orellanien. Ils débutent environ 24 heures après l'ingestion, et évoluent après une à trois semaines en une insuffisance rénale aiguë, qui peut devenir chronique en cas de survie du patient. Il suffit de 35 grammes de ce champignon pour provoquer la mort d'un adulte.

## Espèces proches
Cortinarius orellanus peut se confondre avec de nombreux autres cortinaires bruns de taille modeste, qu'il est prudent d'éviter.